# Sean Ward
Sean Ward es un actor británico, más conocido por haber interpretado a Fingers en la serie Our Girl y a Callum Logan en la serie Coronation Street.

## Biografía
Es hijo de Deborah Ward, tiene una hermana llamada Rachel Ward.
En el 2015 comenzó a salir con la actriz Georgia May Foote, sin embargo la relación terminó a principios del 2016.

## Carrera
Sean es dueño de una compañía de producción junto con otros actores llamada "Northern Lads Productions".
En el 2009 apareció como invitado en la serie The Royal donde interpretó a Ray Fuller, anteriormente había aparecido por primera vez en la serie en el 2005 donde dio vida a Jamie Parson durante el episodio "Duty Bound". 
En el 2012 apareció como invitado en la serie médica Doctors donde interpretó a Gary Blackwell durante el episodio "Firestarter". Anteriormente había aparecido en la serie en tres diferentes ocasiones interpretando a tres personajes distintos: Anthony Wolfe durante el episodio "The Big Bad" del 2006, a Bobby Maynard en el episodio "Through the Looking Glass" del 2008 y a Daryl Ross en "Poetic Justice" del 2010.
En el 2014 se unió al elenco principal de la primera temporada del drama Our Girl donde interpreta a Fingers, uno de los soldados de la sección 2.
El 3 de octubre del 2014 se unió al elenco principal de la serie Coronation Street donde interpretó al peligroso Callum Logan, el exnovio de Kylie Turner, hasta el 23 de septiembre del 2015 después de que su personaje fuera asesinado de un golpea por Kylie luego de que ella lo golpeara en la cabeza intentando defender a Sarah Platt a quien Callum estaba asfixiando.

## Filmografía

### Series de televisión
| Año             | Título            | Personaje      | Notas                          |
| --------------- | ----------------- | -------------- | ------------------------------ |
| 2014 - presente | Our Girl          | Pvt. "Fingers" | 6 episodios                    |
| 2014 - 2015     | Coronation Street | Callum Logan   | 114 episodios                  |
| 2012            | Casualty          | Simon King     | episodio "Harvest Festival"    |
| 2012            | Doctors           | Gary Blackwell | episodio "Firestarter"         |
| 2011            | The Body Farm     | Ellis Garrick  | episodio # 1.1                 |
| 2010            | Accused           | Joe Patterson  | episodio "Willy's Story"       |
| 2009            | The Royal         | Ray Fuller     | episodio "Tutti Frutti"        |
| 2007            | The Bill          | Steven Wallace | episodio "Diamonds Are Deadly" |
| 2004            | Island at War     | Colin Jonas    | 5 episodios - miniserie        |

### Películas
| Año  | Título         | Personaje  | Notas |
| ---- | -------------- | ---------- | --- |
| 2013 | When I'm Gone  | Luke       | corto - junto a Craig Russell, Saria Steyl, Patrick Cavendish y Richard James-Neale                           |
| 2012 | Absolution     | -          | corto - junto a Katy Coffey, Gary Damer, Ciaran Griffiths, Leila Hill, Junade Khan y Claudia Mirallegro       |
| 2010 | The Good North | Tommy      | corto - junto a Diane Beck, Linzey Cocker, Jack Deam y Michelle Holmes                                        |
| 2009 | Awaydays       | Robbie     | junto a Nicky Bell, Stephen Graham, Oliver Lee, Michael Ryan, David Barlow, Elliot Hughes y Holliday Grainger |
| 2003 | Cheeky         | Sam Sankey | junto a David Thewlis, Lisa Gorman, Eddie Marsan, Mark Benton y Johnny Vegas                                  |

## Premios y nominaciones
| Año  | Categoría          | Premio            | Serie             | Resultado |
| ---- | ------------------ | ----------------- | ----------------- | --------- |
| 2016 | Best Exit          | Inside Soap Award | Coronation Street | Nominado  |
| 2015 | Best Soap Newcomer | TV Choice Award   | Coronation Street | Nominado  |